# Йокушлу, Окай
Окай Йокушлу (тур. Okay Yokuşlu; 9 марта 1994 года, Измир) — турецкий футболист, полузащитник английского клуба «Трабзонспор» и сборной Турции. Участник двух чемпионатов Европы (2020 и 2024).

## Клубная карьера
Окай Йокушлу — воспитанник измирского футбольного клуба «Алтай». 20 января 2010 года он дебютировал в турецкой Первой лиге, выйдя в основном составе в гостевом поединке против «Карталспора». Спустя три дня Йокушлу забил свой первый гол в профессиональной карьере, сравняв счёт в самой концовке домашнего матча с «Ордуспором».
Летом 2011 года Окай Йокушлу перешёл в клуб турецкой Суперлиги «Кайсериспор», за который отыграл следующие четыре года (сезон 2014/15 в Первой лиге). 16 сентября 2011 года он дебютировал в главной турецкой лиге, выйдя в основном составе в домашней игре с «Антальяспором». 23 октября того же года Окай Йокушлу забил свой первый гол в рамках Суперлиги, отметившись в домашнем поединке против «Сивасспора».
Летом 2015 года Йокушлу перешёл в «Трабзонспор».
15 июня 2018 года Окай Йокушлу подписал 5-летний контракт с «Сельтой». 2 февраля 2019 года забил первый гол в Ла Лиге, поразив ворота «Севильи» в домашнем матче (1:0).

## Карьера в сборной
17 ноября 2015 года Окай Йокушлу дебютировал в составе сборной Турции, выйдя на замену в домашнем товарищеском матче против команды Греции. 27 марта 2018 года он забил свой первый гол за национальную сборную, отметившись в гостевом товарищеском матче с Черногорией.